# Ербуско
Ербу̀ско (на италиански: Erbusco, на източноломбардски: Erbösch, Ербьоск) е градче и община в Северна Италия, провинция Бреша, регион Ломбардия. Разположено е на 236 m надморска височина. Населението на общината е 8585 души (към 2013 г.).